# Liste der Naturdenkmale in Trittenheim
Die Liste der Naturdenkmale in Trittenheim nennt die im Gemeindegebiet von Trittenheim ausgewiesenen Naturdenkmale (Stand 3. Juni 2024).

## Naturdenkmale
| Nr.         | Bezeichnung    | Lage                                          | Beschreibung                                          | Bild                                    |
| ----------- | -------------- | --------------------------------------------- | ----------------------------------------------------- | --------------------------------------- |
| ND-7235-465 | Schieferfelsen | östlich des Ortes; Flur In der Jung-Held Lage | Felsformation; flächenhaftes Naturdenkmal, ca. 0,7 ha | Direkt Bild zu diesem Denkmal hochladen |